# ソン・ドンピョ
ソン・ドンピョ（朝: 손동표、中: 孫東杓、英: Son Dongpyo、2002年9月9日 - ）は、韓国の歌手。男性アイドルグループ「未来少年（MIRAE）」のメンバーとして2024年まで活動していた。DSPメディア所属。2019年から2020年まで男性アイドルグループ「X1」のメンバーとして活動していた。現在はソロデビューを果たし、歌手兼俳優として活動している

## 来歴
デビュー前
- 動画投稿サイト YouTube の「ARTBEAT」というチャンネルでダンスカバー動画などに出演していた[1]。
- 中学2年生の頃からオーディションをたくさん受けたという。アイドルになるために10kgの減量に成功し、DSPメディアへ入社した[2]。

2019年
- 5月3日 - 7月19日、Mnetのオーディション番組『PRODUCE X 101』に出演し、テーマ曲『XI-MA』のセンターを務め、最終順位6位でデビューメンバーに選抜[3]。
- 8月27日、X1のメンバーとしてデビュー[4][5]。
- 12月26日、韓林演芸芸術高等学校へ編入[6]。

2020年
- 1月6日、投票操作疑惑のため、X1が解散[7]。

- 1月31日、DSPメディアの練習生「DSP N」の公式SNSが開設。
- 3月28日にソウルで、4月3日に大阪、4月5日に東京で初のファンミーティング「The Beginning」を開催予定だったが、新型コロナウイルス感染拡大のため延期となった[8]。
- 11月8日、延期となっていたファンミーティング「The Beginning」をオンライン上で開催[9]。

2021年
- 1月19日、所属事務所のDSPメディアより新ボーイズグループとして上半期にデビューすることが発表[10]。
- 2月5日、MIRAEのメンバーであることが発表[11]。
- 3月17日、1stミニアルバム「KILLA」でデビューした。

2024年
- 2月14日、日本1stミニアルバム「RUNNING UP」で日本デビューを果たし、日本全国ツアーも開催。
- 7月9日、MIRAEのグループ活動終了を発表[12]。DSPメディアに残り、個人活動を続けるとした。
- 8月7日、UNの楽曲をリメイクしたデジタルシングル「WAVE (2024)」をリリース[13]。
- 10月5日、初の単独ファンミーティング「2024 DONG PYO's FANMEET-UP in TOKYO」を開催[14]。

2025年
- 3月9日、初の自作曲であるデジタルシングル「Stally」をリリース[15]。

## 人物
- 身長171cm。体重53kg。血液型O型[16]。
- キャッチコピーは「재랑둥이（ジェランドゥンイ）」[16]。才能を表す「재간」と愛嬌を意味する「사랑」を合わせた造語で、本人が自己紹介のために作った言葉である[17]。
- ロールモデルはIU[18]。

## ディスコグラフィ

### デジタルシングル
- 2024年8月7日 - 「WAVE (2024)」
- 2025年3月9日 - 「Stally」

### 参加楽曲
PRODUCE X 101
- 2019年3月21日 - X1-MA - 「_지마 (X1-MA)」
- 2019年7月5日 - PRODUCE X 101 - 31 Boys 5 Concepts - 「이뻐이뻐 (Pretty Girl)」(크레파스 (Crayon)名義)
- 2019年7月20日 - PRODUCE X 101 - FINAL - 「소년미 (少年美)」「꿈을 꾼다 (Dream For You)」

### 書籍
- SON DONGPYO 2020 SPECIAL PHOTOBOOK（2020年12月4日）[19]

## 出演
- PRODUCE X 101（2019年5月3日 - 7月19日、Mnet）[3]
- アイアムグラウンド (2023年)
- 0時限目のシンデレラ (2024年) - モ・ボング 役[20]

## 公演
| 年     | 公演名                                                 | 日程    | 国             | 会場           | 備考 |
| ------ | ------------------------------------------------------ | ------- | -------------- | -------------- | --- |
| 2020年 | SON DONGPYO 1st ONLINE FANMEETING 〈The Beginning〉    | 11月8日 | オンライン開催 | オンライン開催 | オンライン開催 |
| 2020年 | SON DONGPYO 1st FANMEETING 〈The Beginning〉           | 未定    | 大韓民国       | 未定           | 当初は3月28日に韓国・ソウルで開催予定だったが、新型コロナウイルスの感染拡大防止ため延期。                                  |
| 2020年 | SON DONGPYO 1st FAN MEETING 〈The Beginning〉 in Japan | 未定    | 日本           | 未定           | 当初は4月3日大阪・なんばHatch、4月5日東京・マイナビBLITZ赤坂で開催予定だったが、新型コロナウイルスの感染拡大防止ため延期。 |

## 関連映像

### PRODUCE X 101
- テーマ曲「_지마 （X1-MA）」
- 事務所別評価「Ko Ko Bop」
- グループバトル評価「BOSS」
- ポジション評価「Believer」
- コンセプト評価「이뻐이뻐（Pretty Girl）」
- デビュー評価「소년미（少年美）」「꿈을 꾼다（Dream For You）」